# Nina Romaixkova
Nina Romaixkova, també coneguda com a Nina Romaixkova-Ponomariova o Nina Ponomariova, (en rus: Нина Ромашкова; Нина Пономарёва; Iekaterinburg, Unió Soviètica, 27 d'abril de 1929 - Moscou, Rússia, 19 d'agost de 2016) fou una atleta russa especialista en llançament de disc i guanyadora de tres medalles olímpiques.

## Biografia
Va néixer el 27 d'abril de 1929 a la ciutat de Iekaterinburg, població situada a l'óblast de Sverdlovsk, que en aquells moments formava part de la República Socialista Federada Soviètica de Rússia (Unió Soviètica) i que avui dia forma part de la Federació Russa.
L'any 1957 fou guardonada amb l'Orde de la Bandera Roja.

## Carrera esportiva
Va participar, als 23 anys, en els Jocs Olímpics d'Estiu de 1952 realitzats a Hèlsinki (Finlàndia), on va aconseguir guanyar la medalla d'or en la prova femenina de llançament de disc establint un nou rècord olímpic amb un tir de 51.42 metres, i trencant que el datava dels Jocs Olímpics d'estiu de 1936 realitzats a Berlín (Alemanya nazi). En els Jocs Olímpics d'Estiu de 1956 realitzats a Melbourne (Austràlia) únicament pogué guanyar la medalla de bronze, si bé en els Jocs Olímpics d'Estiu de 1960 realitzats a Roma (Itàlia) tornà a guanyar la medalla d'or i establí un nou rècord olímipc amb un tir de 55.10 metres. En els Jocs Olímpics d'Estiu de 1964 realitzats a Tòquio (Japó), els seus quarts Jocs, finalitzà en onzena posició.
Al llarg de la seva carrera activa guanyà una medalla d'or en el Campionat d'Europa d'atletisme.